# Rebecca Paul
Rebecca Sheila Paul est une personnalité politique britannique conservatrice. Elle occupe le poste de députée pour Reigate depuis 2024.

## Biographie
Rebecca Paul travaille dans le domaine de la gestion fiscale pour des entreprises et des organisations caritatives. Rebecca Paul travaille au Parlement pour Robin Millar, le député de la circonscription Aberconwy, au Pays de Galles, de 2019 à 2024.
Elle est élue conseillère municipal de Tadworth, Walton et Kingswood lors de l'élection du Conseil du comté du Surrey en 2021, avec 70 % des voix. Elle est membre adjoint du cabinet chargé de la mise à niveau au sein du conseil du comté de Surrey.

En juillet 2023, elle est choisie comme candidate parlementaire conservatrice pour le fief électoral de Reigate. 
.
Lors des élections générales de 2024, elle remporte le siège avec 35 % des voix et 3 187 voix de plus que le candidat Stuart Brady.